# WASP-21
WASP-21は、ペガスス座の恒星で11等星。太陽系外惑星が発見されている。

## 概要
G3Vのスペクトルを持つ黄色の主系列星で、太陽とほぼ同じ質量と半径を持つが、金属量は40%程度と少ない。ガイア計画で観測された年周視差によると地球から約850光年の位置にある。
太陽系外惑星探索コンソーシアム「WASP（Wide Angle Search for Planets）」のチームが2006年から2009年にかけて行った観測の結果から、2010年にトランジット法によって太陽系外惑星WASP-21bが発見された。この惑星は、主星からわずか0.05天文単位 (au) の軌道を約4.3日の周期で公転している。
| 名称 （恒星に近い順） | 質量          | 軌道長半径 （天文単位） | 公転周期 (日)         | 軌道離心率 | 軌道傾斜角    | 半径            |
| --------------------- | ------------- | ----------------------- | --------------------- | ---------- | ------------- | --------------- |
| b                     | 0.3 ± 0.01 MJ | 0.052 ± 0.00044         | 4.3225126 ± 0.0000022 | —          | 87.12 ± 0.24° | 1.21 ± 0.032 RJ |

## 名称
2019年、世界中の全ての国または地域に1つの系外惑星系を命名する機会を提供する「IAU100 Name ExoWorldsプロジェクト」において、WASP-21 と WASP-21b はブルガリア共和国に割り当てられる系外惑星系となった。このプロジェクトは、「国際天文学連合100周年事業」の一環として計画されたイベントの1つで、ブルガリア国内での選考、国際天文学連合 (IAU) への提案を経て太陽系外惑星とその主星に固有名が承認されるものであった。2019年12月17日、IAUから最終結果が公表され、WASP-21はTangra、WASP-21 bはBendidaと命名された。これらはトラキアおよび初期ブルガール神話の神の名前に由来しており、Tangraは初期ブルガール人が信仰した天空の最高神の名前に、Bendidaはトラキアで結婚と生命の女神として信仰された偉大な母神の名前に、それぞれちなんで名付けられた。